# Кафедральний собор Святих Рівноапостольних Кирила і Мефодія (Тернопіль)
Кафедральний собор Святих Рівноапостольних Кирила і Мефодія — головний собор Тернопільсько-Бучацької єпархії Православної Церкви України в місті Тернопіль Тернопільського району Тернопільської области. Кафедра архієрея — Високопреосвященнійшого архієпископа Тернопільського і Бучацького Тихона.

## Історія храму
11 вересня 2022 року Митрополит Київський і всієї України Епіфаній здійснив освячення наріжного каменю та капсули під будівництво майбутнього собору.